# Cappella della Madonna della Guardia
La cappella della Madonna della Guardia o Madonna degli Aeroplani è un luogo di culto cattolico situato nel comune di Sassello in provincia di Savona.

## Caratteristiche
La cappella è a base quadrata di modestissime dimensioni (circa m. 2x2) con piccolo campanile fornito di ben 4 campanelle. Posta in un luogo panoramico ai margini di un prato, deve il soprannome di Madonna degli Aeroplani ai diversi modellini di aerei in legno posti lunga la staccionata che circonda lo spiazzo antistante.